# Muimne, Luigne e Laigne
Muimne, Luigne e Laigne, figli di Érimón dalla moglie Odba, secondo le leggende medievali irlandesi e alla tradizione storica regnarono insieme come re supremo d'Irlanda dopo la morte del padre. Regnarono per dieci anni, fino alla morte di Muimne per peste a Cruachan e Luigne e Laigne furono uccisi dai cugini Ér, Orba, Ferón e Fergna, figli di Éber Finn, nella battaglia di Árd Ladrann, senza aver lasciato eredi. Il Lebor Gabála Érenn sincronizza il loro regno con l'ultimo anno di Mitreo e i primi due anni di Tautane sul trono d'Assiria  (1192 -1189 a.C., secondo il Chronicon) di san Gerolamo) Goffredo Keating data il loro regno dal 1272 al 1269 a.C. e gli Annali dei Quattro Maestri dal 1684 al 1681 a.C.